# European Working Group of People with Dementia

Logo der Dachorganisation – Alzheimer Europe

Die European Working Group of People with Dementia ist eine Gruppe von Menschen mit Demenz, deren Aufgabe es ist, eine ausreichende und angemessene Vertretung der Sichtweisen von Menschen mit Demenz bei Veranstaltungen, Programmen und Veröffentlichungen der NGO Alzheimer Europe (mit Sitz in Luxemburg) zu gewährleisten.

## Geschichte und Aufgaben
Die European Working Group of People with Dementia ist eine der wenigen Gruppierungen bzw. Organisationen weltweit, in denen ausschließlich Menschen mit Demenz die Interessen von Menschen mit Demenz vertreten. Die Gruppe, die Alzheimer Europe zugehörig ist, wurde 2012 gegründet. Sie basiert auf den Grundgedanken der bereits 2002 auf Initiative von James McKillop gegründeten Scottish Dementia Working Group. Helga Rohra, eine deutsche Demenz-Aktivistin, ausgezeichnet mit dem Deutschen Engagementpreis 2015, ist Mitglied der Gruppe. Sie wurde von 2012 bis 2016 nominiert von der Deutschen Alzheimer Gesellschaft, seit 2018  vertritt sie die rumänische Alzheimer-Gesellschaft.